# Acorn System 4
O System 4 foi um computador doméstico produzido pela Acorn Computers. Foi o sucessor do Acorn System 3.

## Características
| UCP           | MOS Technology 6502 em 1,00 MHz |
| RAM           | 16 KiB—32 KiB (máxima) |
| ROM           | 4 KiB? |
| Teclado       | mecânico, 62 teclas |
| Display       | Motorola MC6845, 32x24 ou 16x12 (texto). Modos gráficos: 64x64 (4 cores), 64x96 (4 cores), 128x96 (monocromático), 64x192 (4 cores), 128x192 (2 cores), 256x192 (monocromático). |
| Portas        | interface de gravador cassete, saída para TV, 14 slots de expansão |
| Armazenamento | até dois acionadores de disquete, 5" 1/4 |